# CloudMinds
CloudMinds Technologies Company Limited — китайский разработчик гуманоидных сервисных роботов, температурных сканеров, систем распознавания лиц, облачных систем и терминалов удалённого управления для «умных» роботов, виртуальных магистральных сетей, различных программ и платформ для машинного обучения, развития искусственного интеллекта, сетевой и облачной безопасности. Официально компания зарегистрирована на Каймановых островах, фактическая штаб-квартира расположена в пекинском офисном центре Wangjing SOHO.

## История
Компания CloudMinds была основана в марте 2015 года в Кремниевой долине китайскими инженерами Биллом Хуаном и Робертом Чжаном для разработки облачной архитектуры и технологии управления «умными» роботами, а также для исследований в области искусственного интеллекта и высокоскоростных защищённых сетей. На начальном этапе поддержку CloudMinds оказывали компании SoftBank и Foxconn, а также Walden Venture Investments и Keytone Ventures.
Весной 2019 года власти США запретили передавать технологии или техническую информацию из американского подразделения CloudMinds в центральный офис в Пекине. В мае 2020 года Бюро промышленности и безопасности США внесло CloudMinds в санкционный список компаний, которые помогают китайским властям притеснять уйгуров или связаны с китайской армией.
После этого американское подразделение CloudMinds было переименовано в Wright Robotics с целью дистанцироваться от материнской фирмы, попавшей в «чёрный» список.

## Продукция и услуги
CloudMinds Technologies разработала операционную платформу Human Augmented Robotics Intelligence (HARI) и облачные терминалы для управления роботами и их обучения. Также компания создала облачные сервисы, которые предназначены для повышения информационной безопасности для роботов на дистанционном управлении, которые работают в промышленности, армии, специальных службах, розничной торговле, гостиничной индустрии, секторе финансовых и медицинских услуг. Кроме того, CloudMinds выпускает устройства виртуальной реальности для слабовидящих, медицинские и сервисные роботы, управляемые технологиями 5G (они предоставляют в больницах информацию заболевшим и посетителям, проводят дезинфекцию карантинных зон, доставляют медицинские средства и следят за пожилыми пациентами).
Платформа MCS (Mobile Intranet Cloud Services) обеспечивает безопасное подключение роботов к облаку через высокопроизводительную частную сеть. Облако XaaS предназначено для интеграции искусственного и человеческого интеллекта, оно обеспечивает распознавание изображений, слаженную корпоративную работу и различные виды облачных услуг. Облачное устройство DATA служит контроллером между роботом и облачным мозгом. Шлем META позволяет слабовидящим людям распознавать лица и объекты, планировать маршрут и обходить препятствия. Домашние роботы убирают помещения, очищают воздух и следят за безопасностью.
Партнёрами CloudMinds выступают как китайские, так и международные корпорации (SoftBank, Foxconn, T-Mobile, Sprint Corporation, Qualcomm, Google, China Mobile, State Grid Corporation of China и Gemdale Group).